# Strzelanina w Apalachee High School
Strzelanina w Apalachee High School – strzelanina, do której doszło w dniu 4 września 2024 roku w szkole średniej Apalachee High School w mieście Winder w stanie Georgia w Stanach Zjednoczonych. W strzelaninie zginęły 4 osoby, a 9 zostało rannych; sprawcą był 14-letni uczeń szkoły, który po ataku został aresztowany przez funkcjonariuszy policji z jednostki Georgia State Police.

## Tło
Szkoła Apalachee High School, w której doszło do ataku jest szkołą średnią, znajdującą się w mieście Winder w stanie Georgia (80 km od stolicy stanu, miasta Atlanta). Według oficjalnych danych do szkoły chodzi ok. 1900 uczniów.

## Przebieg
Pierwsze strzały w szkole padły ok. godz. 9:30 rano czasu miejscowego, natychmiast po tym administracja szkoły zamknęła zdalnie od zewnątrz drzwi do wszystkich klas i kampus szkolny został postawiony w stan blokady. Pierwsze telefony na policję wykonano dopiero ok. godz. 10:20 z powodu zamieszania panującego w szkole, wiele osób początkowo myślało iż odgłosy strzałów są żartem. Policjanci przybyli na miejsce w ciągu kilku minut od pierwszego wezwania i po krótkiej wymianie ognia ze sprawcą aresztowali go.
W trakcie strzelaniny uczniowie barykadowali drzwi meblami i ukrywali się w kątach w klasach. Po strzelaninie uczniów ewakuowano na boisko szkolne, gdzie następnie byli odbierani przez swoich rodziców.

## Sprawca
Sprawcą strzelaniny był 14-letni Colt Gray, uczeń zaatakowanej szkoły. Motywy jego działania nie są znane, za popełnienie zbrodni został oskarżony o morderstwa w takim samym trybie jak osoba dorosła, co oznacza, iż w przypadku uznania winy będzie mógł zostać skazany na dożywocie.

## Ofiary
W strzelaninie zginęło 2 uczniów i 2 nauczycieli, a 9 innych osób zostało rannych. Ranni zostali przetransportowani do dwóch szpitali w Atlancie.
Ofiary strzelaniny:
1. Richard Aspinwall (lat 39)
2. Christian Angulo (lat 14)
3. Cristina Irimie (lat 53)
4. Mason Schermerhorn (lat 14)

## Śledztwo
W sprawie strzelaniny śledztwo przejęły federalne służby FBI oraz ATF. Lokalny oddział FBI, Georgia Bureau of Investigation, także został zaangażowany w śledztwo.

## Reakcje
O strzelaninie poinformowany został prezydent USA Joe Biden, który wkrótce potem wydał oświadczenie potępiające strzelaninę i nawołujące do wdrożenia przepisów ograniczających dostęp do broni w kraju. Do zbrodni odnieśli się także m.in. Kamala Harris, kandydatka Demokratów na prezydenta w nadchodzących wyborach, oraz Donald Trump, ówczesny kandydat Republikanów na prezydenta. Kondolencje złożył także gubernator stanu Georgia Brian Kemp.